# 漢密爾頓縣 (印地安納州)
漢密爾頓县（英語：Hamilton County）是位於美国印第安纳州中部的一個縣，面積1,043平方公里。根據2020年美國人口普查，共有人口34萬7,467人。縣治諾布爾斯維爾（Noblesville）。該縣成立於1823年1月8日，4月7日生效；縣名紀念首任美国财政部长亚历山大·汉密尔顿。